# Mary Ann Shaffer
Mary Ann Shaffer, mit vollem Namen Mary Ann Fiery Shaffer (* 13. Dezember 1934 in Martinsburg, West Virginia; † 16. Februar 2008 in San Anselmo, Kalifornien, USA) war eine US-amerikanische Buchhändlerin und Schriftstellerin.

## Leben
Shaffer arbeitete im Buchhandel, in Bibliotheken und im Verlagswesen, bevor sie ihren Traum verwirklichte, ein Buch zu schreiben, das jemandem so gefiel, dass er es verlegen wollte. So entstand der Briefroman The Guernsey Literary and Potato Peel Pie Society mit der Hilfe ihrer Nichte, der Schriftstellerin Annie Barrows, und durch den Ansporn in Familie und Literaturverein. Das Buch wurde kurz nach ihrem Tod vom Verlag Random House veröffentlicht und hatte sofort internationalen Erfolg. 2018 kam mit Deine Juliet eine Verfilmung in die Kinos.

## Veröffentlichung
- The Guernsey Literary and Potato Peel Pie Society, Bloomsbury Publishing, London 2008 ISBN 978-0-7475-9880-0
  - deutsch: Deine Juliet – Club der Guernseyer Freunde von Dichtung und Kartoffelschalenauflauf, Kindler, Reinbek bei Hamburg 2008 ISBN 978-3-463-40524-7
  - als Hörbuch: Gelesen von Luise Helm, Uve Teschner, Johannes Steck u. a., Argon Verlag, Berlin 2011 ISBN 978-3-8398-1095-8, 449 min, 6 CD[1]

## Auszeichnung
- 2008: Bestes Buch des Jahres durch The Washington Post